# Gala del Fútbol SIFUP
La Gala del Fútbol SIFUP es una premiación realizada por el Sindicato de Futbolistas Profesionales de Chile donde los mismos futbolistas eligen a los mejores jugadores del torneo, estos premios se entregan desde el año 2011. El ganador en la versión Apertura 2011 fue el futbolista de la Universidad de Chile, Eduardo Vargas. Sin embargo, a partir del año 2012, se eligen los mejores jugadores de cada posición específica, además de suprimir el premio al mejor de todos. Por eso, ya no se elige "Mejor defensa" o "Mejor delantero", sino que "Mejor lateral derecho" o "Mejor delantero izquierdo".

## Ganadores

### Mejor Jugador
| Año      | Futbolista     | País  | Equipo               |
| 2011 (A) | Eduardo Vargas | Chile | Universidad de Chile |

### Mejor Arquero
| Año      | Futbolista     | País  | Equipo               |
| 2011 (A) | Johnny Herrera | Chile | Universidad de Chile |
| 2012 (A) | Johnny Herrera | Chile | Universidad de Chile |
| 2013 (T) | Johnny Herrera | Chile | Universidad de Chile |

### Mejor Lateral izquierdo
| Año      | Futbolista   | País  | Equipo               |
| 2012 (A) | Eugenio Mena | Chile | Universidad de Chile |
| 2013 (T) | Eugenio Mena | Chile | Universidad de Chile |

### Mejor Defensa Central
| Año      | Futbolista                    | País              | Equipo                           |
| 2011 (A) | Cristián Vilches              | Chile             | Audax Italiano                   |
| 2012 (A) | Jose Rojas / Osvaldo González | Chile             | Universidad de Chile             |
| 2013 (T) | Jose Rojas / Julio Barroso    | Chile / Argentina | Universidad de Chile / O'Higgins |

### Mejor Lateral derecho
| Año      | Futbolista            | País      | Equipo               |
| 2012 (A) | Matías Rodríguez      | Argentina | Universidad de Chile |
| 2013 (T) | José Pedro Fuenzalida | Chile     | Colo Colo            |

### Mejor Volante izquierdo
| Año      | Futbolista              | País      | Equipo    |
| 2012 (A) | Ramón Ignacio Fernández | Argentina | O'Higgins |
| 2013 (T) | Gonzalo Barriga         | Chile     | O'Higgins |

### Mejor Volante central
| Año      | Futbolista     | País  | Equipo               |
| 2011 (A) | Felipe Seymour | Chile | Universidad de Chile |
| 2012 (A) | Marcelo Díaz   | Chile | Universidad de Chile |
| 2013 (T) | Lorenzo Reyes  | Chile | Huachipato           |

### Mejor Volante derecho
| Año      | Futbolista       | País  | Equipo               |
| 2011 (A) | Charles Aránguiz | Chile | Universidad de Chile |
| 2013 (T) | Charles Aránguiz | Chile | Universidad de Chile |

### Mejor Delantero izquierdo
| Año      | Futbolista      | País      | Equipo         |
| 2012 (A) | Enzo Gutiérrez  | Argentina | O'Higgins      |
| 2013 (T) | Sebastián Jaime | Argentina | Unión Española |

### Mejor Delantero centro
| Año      | Futbolista       | País      | Equipo               |
| 2011 (A) | Eduardo Vargas   | Chile     | Universidad de Chile |
| 2012 (A) | Ángelo Henríquez | Chile     | Universidad de Chile |
| 2013 (T) | Sebastián Sáez   | Argentina | Audax Italiano       |

### Mejor Delantero derecho
| Año      | Futbolista       | País  | Equipo               |
| 2012 (A) | Junior Fernandes | Chile | Universidad de Chile |
| 2013 (T) | Patricio Rubio   | Chile | Unión Española       |

### Mejor Entrenador
| Año      | Entrenador       | País      | Equipo               |
| 2011 (A) | Jorge Sampaoli   | Argentina | Universidad de Chile |
| 2012 (A) | Jorge Sampaoli   | Argentina | Universidad de Chile |
| 2013 (T) | José Luis Sierra | Chile     | Unión Española       |

### Mejor Jugador Joven/Debutante
| Año      | Futbolista       | País  | Equipo               |
| 2011 (A) | Diego Rubio      | Chile | Colo-Colo            |
| 2012 (A) | Ángelo Henríquez | Chile | Universidad de Chile |

### Mejor Equipo
| Año      | Equipo               | País  |
| 2011 (A) | Universidad Católica | Chile |
| 2012 (A) | Universidad de Chile | Chile |
| 2013 (T) | Unión Española       | Chile |

### Mejor Extranjero
| Año      | Futbolista   | País      | Equipo               |
| 2011 (A) | Lucas Pratto | Argentina | Universidad Católica |

### Mejor Jugador de la Primera B
| Año      | Futbolista     | País      | Equipo               |
| 2011 (A) | Osmán Huerta   | Chile     | Deportes Antofagasta |
| 2012 (A) | Patricio Rubio | Chile     | Barnechea            |
| 2013 (T) | Mario Pierani  | Argentina | Coquimbo Unido       |

### Mejor Equipo de la Primera B
| Año      | Equipo               | País  |
| 2011 (A) | Deportes Antofagasta | Chile |
| 2012 (A) | San Marcos de Arica  | Chile |
| 2013 (T) | Coquimbo Unido       | Chile |

### Mejor Chileno en el Extranjero
| Año      | Futbolista    | País  | Equipo           |
| 2011 (A) | Arturo Vidal  | Chile | Bayer Leverkusen |
| 2012 (A) | Luis Jiménez  | Chile | Al-Ahli          |
| 2013 (T) | David Pizarro | Chile | ACF Fiorentina   |